# Далюи
Далюи (фр. Daluis) — коммуна на юго-востоке Франции в регионе Прованс — Альпы — Лазурный берег, департамент Приморские Альпы, округ Ницца, кантон Ванс. До марта 2015 года коммуна административно входила в состав упразднённого кантона Гийом (округ Ницца).
Площадь коммуны — 40,03 км², население — 120 человек (2006) с тенденцией к росту: 152 человека (2012), плотность населения — 3,8 чел/км².

## Население
Население коммуны в 2011 году составляло — 149 человек, а в 2012 году — 152 человека.
| 1962 | 1968 | 1975 | 1982 | 1990 | 1999 | 2005 | 2006 | 2010 | 2011 | 2012 |
| ---- | ---- | ---- | ---- | ---- | ---- | ---- | ---- | ---- | ---- | ---- |
| 182  | 202  | 185  | 124  | 110  | 132  | 121  | 120  | 148  | 149  | 152  |

Динамика численности населения:

## Экономика
В 2010 году из 81 человек трудоспособного возраста (от 15 до 64 лет) 47 были экономически активными, 34 — неактивными (показатель активности 58,0 %, в 1999 году — 60,0 %). Из 47 активных трудоспособных жителей работали 40 человек (24 мужчины и 16 женщин), семеро числились безработными (двое мужчин и 5 женщин). Среди 34 трудоспособных неактивных граждан двое были учениками либо студентами, 15 — пенсионерами, а ещё 17 — были неактивны в силу других причин.
На протяжении 2010 года в коммуне числилось 62 облагаемых налогом домохозяйства, в которых проживало 136,0 человек. При этом медиана доходов составила 13 тысяч 827,5 евро на одного налогоплательщика.